# قتل‌های خیابان مورگ
قتل‌های خیابان مورگ یا جنایت در کوی غسالخانه (به انگلیسی: The Murders in the Rue Morgue)، داستان کوتاهی از ادگار آلن پو است که سال ۱۸۴۱ در مجله گراهام منتشر شد. آدم‌کشی‌های کوچه مورگ نخستین نمونهٔ مدرن از داستان کارآگاهی به‌شمار می‌رود.